# Aerides emericii
Espèce
Aerides emericii est une espèce de plantes à fleurs de la famille des Orchidaceae. C'est une orchidée épiphyte endémique aux îles Andaman-et-Nicobar.